# Robert Charles Goff

Perugia: The duomo with pulpit and statue of pope Julius II. After the Water Colour by R. C. Goff

Robert Charles Goff (* 28. Juli 1837 in Irland; † 1. Juli 1922 in La Tour-de-Peilz, Kanton Waadt, Schweiz) war ein englischer Maler, Radierer und Aquarellist.
Goff wurde zuerst Berufssoldat, ging aber 1878 als Oberst von den Coldstream Guards, einem Gardegrenadierregiment, ab, um sich ganz der Kunst zu widmen. Er Lebte zuerst in London, später abwechselnd in Florenz und in Hove (Sussex).
Als Radierer stand Goff unter dem Einfluss von James McNeill Whistler. Am bekanntesten von seinen Aquarellen und Pastellen wurden die 75 Blatt für das Buch Florence and some Tuscan cities (London, Verlag A. & C. Black, 1905), zu dem seine Frau Clarissa Goff den Text schrieb. Die Medici Society in London gab zahlreiche dieser Bilder im Aquarelldruck auf Postkarten heraus. Sein erstes radiertes Blatt hieß Old Putney Bridge. Bis zum 1. Juli 1913 hatte er 239 Radierungen geschaffen, keine über das Format 30:24 cm hinausgehend, die Mehrzahl weit kleiner. Seine Motive sind Landschaften und Städtebilder aus englischen und italienischen Orten wie Assisi, Fiesole, Florenz, Perugia, Rom oder Venedig, aber auch aus Aachen, Ägypten, Holland, Paris u. a. m. Einer seiner Lieblingsvorwürfe ist das Abendzwielicht (Hotel Metropole, Brighton; Twilight, Redbridge; Letzte Sonnenstrahlen). „Seine Nadel ist überaus feinfühlig und zart, ohne je weichlich zu werden. Er drängt immer bis zu den äußersten Grenzen eines reinen graphischen Stils, ohne sie je zu überschreiten.“
Goff wurde 1887 Fellow (Vollmitglied) der Royal Society of Painter-Etchers and Engravers; die Akademien zu Florenz und Mailand wählten ihn zum Ehrenmitglied. Unter dem Motto Robert Goff: An Etcher in the Wake of Whistler stellten Brighton Museum & Art Gallery, die eine umfangreiche Sammlung von Goff besitzen, von November 2011 bis April 2012 etwa 50 seiner Werke aus.